# ポンきち
ポンきちとは、西日本新聞のマスコットである。

## 概要
1999年8月6日に初登場。謎の生き物という設定である。体の色は肌色。帽子っぽい顔で後頭部には団子みたいな物がついており、手足は丸い。上半身は裸で白地に2つの黄色の楕円がついたパンツをはいている。後頭部の色は当初は肌色だったが、2003年4月10日から青色になった。その時に団子みたいな物が髪であることが判明する。2005年からは着ぐるみも登場している。

## 他の主要キャラクター

### ヨーカン
とんがった耳と4本の歯が生えた大きい口が特徴的なキャラクター。ポンきちとは友達で、体の色は黄色。大きな口で何でも食べる。父は閻魔大王である。

### おリカ
主要キャラクターで唯一の女子。体の色は肌色、髪の色は水色、赤色にポンきちと同じく2つの黄色の楕円がついた服を着ている。初登場の時は、シルエットであった。名前は公募で決定。名前が決まるまではポンきちから新キャラと呼ばれた。2005年にポンきちと共に着ぐるみが登場している。

### ぱんたろん
頭と鼻は黄色、それ以外は緑色のキャラクター。2000年1月14日に初登場、登場年月はポンきちについで古い。名前は公募ではなく、読者の手紙で決まった。

### 角山（かくざん）
角々したキャラクター。体の色は白。いつも無表情に近い顔をしている。名前は公募で決定。

### キューBO
西日本新聞の創刊130周年を記念して誕生した。小さいポンきちみたいな姿で、背中に羽がある。名前は公募で決定。